# Marian Simion
Marian Simion (ur. 14 września 1975 w Bukareszcie) – rumuński bokser, dwukrotny medalista olimpijski i trzykrotny medalista mistrzostw świata.

## Kariera amatorska
W 1996 roku zdobył srebrny medal na mistrzostwach Europy w Vejle. W finale pokonał reprezentanta Danii, Ala Hasana. Jeszcze tego samego roku zdobył brązowy medal na igrzyskach olimpijskich w Atlancie. W półfinale przegrał z Juanem Hernándezem Sierrą, który zdobył srebrny medal.
W 1997 roku zdobył brązowy medal na mistrzostwach świata w Budapeszcie. W półfinale przegrał z Serhijem Dzindzirukem, który zdobył srebrny medal.
W 1998 roku zdobył brązowy medal na mistrzostwach Europy w Mińsku. W półfinale pokonał go Oleg Saitow, który zdobył złoty medal.
W 1999 roku zdobył złoty medal na mistrzostwach świata w Houston. W finale pokonał walkowerem wybitnego Kubańczyka Jorge Gutiérreza.
W 2000 roku zdobył srebrny medal podczas igrzysk olimpijskich w Sydney. W finale pokonał go Kazach Jermachan Ybrajymow.
W 2001 roku zdobył srebrny medal na mistrzostwach świata w Belfaście. W finale przegrał z Kubańczykiem Damiánem Austinem.
W 2002 roku zdobył brązowy medal na mistrzostwach Europy w Permie. W półfinale pokonał go Rosjanin Andriej Miszyn, który zdobył złoty medal.
W 2004 roku zdobył złoty medal na mistrzostwach unii europejskiej, które odbywały się w  Madrycie. W finale pokonał Irlandczyka Andy'ego Lee. Jeszcze tego samego roku startował na igrzyskach olimpijskich w Atenach. Simion odpadł przed ćwierćfinałem, przegrywając z Egipcjaninem Ramdanem Yasserem.